# Stjepan II., ugarsko-hrvatski kralj
Stjepan II. (Stjepan III. kao hrvatski kralj; mađ. II. István,  ) (1101. – 1. ožujka 1131.), ugarsko-hrvatski kralj iz dinastije Arpadovića, a vladao je 1116. – 1131. Otac ga je okrunio za hrvatsko-dalmatinskog kralja još 1102. godine, kako bi mu osigurao pravo na prijestolje, nasuprot njegovu stricu, hercegu Almošu, bivšem hrvatskom kralju (1091. – 1095.) Imao je svega 15 godina kada je naslijedio hrvatsko-ugarsku krunu od svog oca Kolomana († 1116.). Još nije bio posve zreo, pa se prepustio užicima, što je posve uništilo njegovo zdravlje, te je stalno pobolijevao. Izvori ga opisuju kao okrutnog, lakomislenog, naprasitog i krvoločnog vladara.

## Životopis
Bio je sin hrvatsko-ugarskog kralja Kolomana (1095. – 1116.) i njegove prve supruge Felicije Sicilske, zvane Buzila, a imao je i brata blizanca Ladislava i sestru Sofiju. Preko majke je bio unuk Rogerija I. od Sicilije (i možda Judite d'Évreux).
Činjenicu da je ugarsko prijestolje naslijedio maloljetni kralj odlučile su iskoristiti Austrija i Češka, no kralj je uspio otkloniti opasnosti koje su dolazile iz tih zemalja, koristeći se i diplomatskim i oružanim sredstvima.

### Rat s Mletačkom Republikom
Mladi kralj Stjepan morao se odmah poslije konsolidacije prilike na zapadu Ugarske posvetiti prilikama u Dalmaciji, gdje su mu probleme stvarali Venecija i Bizant, zbog toga što je bizantski car Aleksije I., suprug carice Piroške, zagovarao oslijepljene hercega Almoša i njegova sina Belu. Iz tog je razloga mletački dužd Ordelafo Faledro, u sporazumu s carem Aleksijem zauzeo Zadar i Biograd 1115. godine, a predali su mu se i Trogir i Split, poslije čega se vratio u Veneciju.
Godine 1116. poduzeo je mletački dužd drugi pohod te je uz pomoć Njemačke i Bizanta, osim čitave bizantske Dalmacije zauzeo i hrvatske gradove Biograd i Šibenik, a prethodno je u Zadru do nogu potukao hrvatskog bana Kledina i zauzeo kaštel u kojem se nalazila hrvatsko-ugarska vojska.
Kada je Stjepan II. rješio probleme s Austrijom i Češkom dao se krajem 1116. godina na obranu Dalmacije i Hrvatske. Kraljevska vojska je 1117. godine krenula u napad na dalmatinske gradove. Dužd Ordelafo Faledro je pohitao u pomoć, ali je u bitki kod Zadra pretrpio težak poraz i izgubio život. Novi dužd Dominik Michieli (1117. – 1130.) je sklopio primirje na pet godina s hrvatsko-ugarskim kraljem pod uvjetom da svatko zadrži što trenutno posjeduje. Kralj je tako dobio priliku završiti sukob s Češkom.
Po završetku petogodišnjeg primirja, Mlečani su 1124. godine krenuli u križarski pohod u Siriju, a taj je trenutak iskoristio kralj Stjepan i zauzeo dalmatinske gradove (Biograd, Šibenik, Trogir i Split), osim Zadra i kvarnerskih otoka. Dolazak u Hrvatsku i Dalmaciju iskoristio je kako bi potvrdio Trogiru i Splitu Kolomanove povlastice. Po povratku dužda Dominika Michielija 1125. godine iz Svete zemlje, mletačka vojska je odmah napala i zauzela gradove Split, Šibenik i Trogir, a osvojeni Biograd je do temelja razorila bojeći se da vojska iz njega ne bi ugrozila Zadar. Grad se nikad više nije uzdigao do svoje nekadašnje moći i snage. Dužd se nakon toga vratio u slavlju natrag u Mletke, a kralj više nije ratovao u Dalmaciji zauzet problemima s Bizantom.

### Rat s Bizantom
Nakon smrti cara Aleksija I. Komnena († 1118.) na vlast je došao njegov sin Ivan II. Komnen (1118. – 1143.). On je nasljedio jaku državu i punu riznicu, pa se mogao posvetiti proširenju svoje države. Njegov je prvi cilj bila Hrvatsko-Ugarska Kraljevina. Careva supruga Irena je bila kći kralja Ladislava I. Svetog, koja je na bizantskom dvoru pružila utočište slijepom kraljevu stricu Almošu, a car Ivan II. mu je obećao da će ga vratiti na vlast. I kralj Stjepan II. je otpočeo pripreme za rat. Sklopio je savez s Normanima i Srbima, te prikupio jaku vojsku. Potom je zatražio da car protjera Almoša i druge ugarske nazadovoljnike s dvora, a kada on to nije učinio, 1127. godine je napao Bizant. Ugarska vojska je zauzela Braničevo i Beograd, prodrla do Plovdiva, te se s bogatim plijenom povukla natrag. Kralj je razorio Beograd, a od kamena toga grada dao sazidati Zemun.
Iako je herceg Almoš umro u rujnu 1127. godine, car Ivan II. je 1128. godine krenuo na ratni pohod protiv Ugarske. Bizantska vojska se zaustavila na Dunavu, gdje joj je kod današnje Nove Palanke ugarska vojska prepriječila prijelaz. Dok je bizantska flota napala ugarsku i uz pomoć grčke vatre joj nanijela težak poraz, dio je bizantske vojske prešao Dunav i napao ugarsku vojsku s boka. Bizantinci su do nogu potukli ugarsku vojsku. Car je zauzeo Srijem i Zemun te je utvrdio Braničevo i vratio se natrag u Carigrad.
Kralj Stjepan II. je želio osvetiti taj poraz, pa je dobivši pomoć od češkog kneza Sobjeslava I. 1129. krenuo u rat. Ugarska vojska je zauzela Srijem, Zemun i Braničevo. Uspjeh ugarske vojske bio je to veći, jer su Srbi digli ustanak protiv Bizanta. Car Ivan II. je odmah krenuo s vojskom i prisilio srpskog župana Uroša I. da ponovno prizna vrhovnu bizantsku vlast, a zauzeo je i Braničevo. Kako je bila kasna jesen i rat se nije mogao nastaviti, a caru su počele stizati vijesti o problemima u Maloj Aziji, odlučio je sklopiti mir s kraljem Stjepanom. Mirovnim ugovorom iz 1129. godine određeno je da granica između Bizantskog Carstva i Hrvatsko-ugarske bude na rijeci Savi i Dunavu.
Kralj Stjepan II. se vratio u Ugarsku teško bolestan, a kako nije imao muških potomaka postavilo se i pitanje nasljedstva, što mu je stvaralo teške probleme. Uto je nenadano saznao da je Almošev sin, slijepi herceg Bela († 1141.) živ i da se skriva u samostanu. Bolesni kralj ga je doveo k sebi na kraljevski dvor, proglasio prijestolonasljednikom i vjenčao za Jelenu, kćer srpskog velikog župana Uroša I. Vukanovića (1112. – 1145.).
Godine 1131. kralj Stjepan II. je umro, a nasljedio ga bratić Bela II. Slijepi.